# Leichtathletik-Weltmeisterschaften 2009/Teilnehmer (Irland)
| Gelbes Symbol für Goldmedaillen mit stilisierten Olympischen Ringen | Graues Symbol für Silbermedaillen mit stilisierten Olympischen Ringen | Braundes Symbol für Bronzemedaillen mit stilisierten Olympischen Ringen |
| ------------------------------------------------------------------- | --------------------------------------------------------------------- | ----------------------------------------------------------------------- |
| —                                                                   | 1                                                                     | —                                                                       |

Der irische Leichtathletik-Verband stellte 14 Athleten bei den Leichtathletik-Weltmeisterschaften 2009 in Berlin.

## Ergebnisse

### Männer

#### Laufdisziplinen
| Athlet             | Disziplin   | Vorlauf      | Vorlauf | Viertelfinale | Viertelfinale | Halbfinale         | Halbfinale         | Finale             | Finale             |
| Athlet             | Disziplin   | Zeit         | Platz   | Zeit          | Platz         | Zeit               | Platz              | Zeit               | Platz              |
| ------------------ | ----------- | ------------ | ------- | ------------- | ------------- | ------------------ | ------------------ | ------------------ | ------------------ |
| Paul Hession       | 200 m       | 20,66 s      | 5       | 20,48 s       | 7             | 20,48 s            | 10                 | nicht qualifiziert | nicht qualifiziert |
| David Gillick      | 400 m       | 45,54 s      | 12      |               |               | 44,88 s            | 6                  | 45,53 s            | 6                  |
| Thomas Chamney     | 800 m       | 1:48,09 min  | 28      |               |               | nicht qualifiziert | nicht qualifiziert | nicht qualifiziert | nicht qualifiziert |
| Thomas Chamney     | 1500 m      | 3:42,54 min  | 18      |               |               | nicht qualifiziert | nicht qualifiziert | nicht qualifiziert | nicht qualifiziert |
| Alistair Ian Cragg | 5000 m      | 13:46,34 min | 27      |               |               |                    |                    | nicht qualifiziert | nicht qualifiziert |
| Robert Heffernan   | 20 km Gehen |              |         |               |               |                    |                    | 1:22:09 h SB       | 14                 |
| Jamie Costin       | 50 km Gehen |              |         |               |               |                    |                    | DNF                | DNF                |
| Colin Griffin      | 50 km Gehen |              |         |               |               |                    |                    | DNF                | DNF                |

### Frauen

#### Laufdisziplinen
| Athletin          | Disziplin        | Vorlauf     | Vorlauf | Halbfinale         | Halbfinale         | Finale             | Finale             |
| Athletin          | Disziplin        | Zeit        | Platz   | Zeit               | Platz              | Zeit               | Platz              |
| ----------------- | ---------------- | ----------- | ------- | ------------------ | ------------------ | ------------------ | ------------------ |
| Deirdre Byrne     | 1500 m           | 4:12,19 min | 31      | nicht qualifiziert | nicht qualifiziert | nicht qualifiziert | nicht qualifiziert |
| Derval O’Rourke   | 100 m Hürden     | 12,86 s SB  | 10      | 12,73 s SB         | 7                  | 12,67 s NR         | 4                  |
| Michelle Carey    | 400 m Hürden     | 56,91 s     | 25      | nicht qualifiziert | nicht qualifiziert | nicht qualifiziert | nicht qualifiziert |
| Róisín McGettigan | 3000 m Hindernis | 9:59,10 min | 39      |                    |                    | nicht qualifiziert | nicht qualifiziert |
| Olive Loughnane   | 20 km Gehen      |             |         |                    |                    | 1:28:58 h SB       | Silber             |

#### Sprung/Wurf
| Athletin        | Disziplin  | Qualifikation | Qualifikation | Finale             | Finale             |
| Athletin        | Disziplin  | Weite/Höhe    | Platz         | Weite/Höhe         | Platz              |
| --------------- | ---------- | ------------- | ------------- | ------------------ | ------------------ |
| Deirdre Ryan    | Hochsprung | 1,85 m        | 31            | nicht qualifiziert | nicht qualifiziert |
| Eileen O’Keeffe | Hammerwurf | 63,20 m       | 35            | nicht qualifiziert | nicht qualifiziert |